# Sonja Henning
Sonja L. Henning (Jackson, 4 ottobre 1969) è un'ex cestista statunitense, professionista nella ABL e nella WNBA.

## Carriera
È stata selezionata dalle Houston Comets al secondo giro del Draft WNBA 1999 (24ª scelta assoluta).
Con gli Stati Uniti ha disputato i Campionati mondiali del 1990.

## Palmarès
- Campionessa NCAA (1990)
- Campionato WNBA: 1

Houston Comets: 1999